# 駒井洋
駒井 洋（こまい ひろし、1940年9月5日 - ）は、日本の社会学者。筑波大学・至学館大学名誉教授。専門は移民社会学。

## 略歴
大連出身。1964年東京大学文学部社会学科卒、1970年同大学院社会学研究科博士課程満期退学。1967年厚生省人口問題研究所研究員、1972年東洋大学社会学部専任講師、1975年筑波大学社会科学系助教授、1991年教授、2004年定年退官、名誉教授、至学館大学人文学部教授、学部長、名誉教授。
1997年「外国人労働者定住への道」で筑波大学より博士（社会学）の学位を取得。

## 著書
- 『タイの近代化』(国際問題新書)日本国際問題研究所 1971
- 『日本的経営と異文化の労働者 アメリカ、東南アジア、そして日本』有斐閣選書 1987
- 『国際社会学研究』日本評論社 1989
- 『外国人労働者をみる眼』明石書店 1990
- 『外国人労働者定住への道』明石書店 1993
- 『移民社会日本の構想』(国際社会学叢書 アジア編）国際書院 1994
- 『日本の外国人移民』 (明石ライブラリー）明石書店 1999
- 『新生カンボジア』明石書店 2001
- 『グローバル化時代の日本型多文化共生社会』(明石ライブラリー)明石書店 2006
- 『貪欲に抗する社会の構築 近代合理主義をこえる仏教の叡智』(明石ライブラリー)明石書店 2010
- 『移民社会学研究 実態分析と政策提言1987-2016』明石書店 2016

### 共編著・監修
- 『現代社会論』竹中和郎共編 日本評論社 1980
- 『変動する社会と人間 80年代の選択 3 人間居住の再編成』編 至文堂 1981
- 『人間居住環境を考える 住みよい都市づくりへの提言』樺山紘一、宮本憲一、淡路剛久共編著 学陽書房 1983
- 『地球社会のなかの日本 国際社会学のすすめ』竹中和郎共編 有斐閣選書 1985
- 『自己実現社会』編 有斐閣選書 1987
- 『外国人労働者問題資料集成』編 明石書店 1994
- 『講座外国人定住問題 第2巻 定住化する外国人』編 明石書店 1995
- 『外国人定住問題資料集成』編 明石書店 1995
- 『日本のエスニック社会』編 明石書店 1996
- 『社会知のフロンティア 社会科学のパラダイム転換を求めて』編 新曜社 1997
- 『新来・定住外国人がわかる事典』石井由香、下平好博、平石正美、若林チヒロ共編 明石書店 1997
- 『自治体の外国人政策 内なる国際化への取り組み』渡戸一郎共編 明石書店 1997
- 『脱オリエンタリズムとしての社会知 社会科学の非西欧的パラダイムの可能性』編著 ミネルヴァ書房 (Minerva21世紀ライブラリー）1998
- 『新来・定住外国人資料集成』編 明石書店 1998
- 『超過滞在外国人と在留特別許可 岐路に立つ日本の出入国管理政策』渡戸一郎, 山脇啓造共編 明石書店 (明石ブックレット) 2000
- 『日本的社会知の死と再生 集団主義神話の解体』編著 ミネルヴァ書房(Minerva21世紀ライブラリー)2000
- 『国際化のなかの移民政策の課題』(講座グローバル化する日本と移民問題)編著 明石書店 2002
- 『日本の選択もうひとつの改革路線』編著 ミネルヴァ書房(Minerva21世紀ライブラリー) 2002
- 『多文化社会への道』(講座グローバル化する日本と移民問題)編著 明石書店 2003
- 『移民をめぐる自治体の政策と社会運動』 (講座グローバル化する日本と移民問題)編著 明石書店 2004
- 『ヨーロッパ・ロシア・アメリカのディアスポラ』(叢書グローバル・ディアスポラ)江成幸共編著 明石書店 2009
- 『ブラック・ディアスポラ』(叢書グローバル・ディアスポラ)小倉充夫共編著 明石書店 2011
- 『移民・ディアスポラ研究』3-7 監修 明石書店 2013-2018

### 翻訳
- バーバラ・ウォード『人間と居住 人間は地球にどう住むか』磯村英一共訳 日本経営出版会 1977
- レジナルド・ル・メイ『東南アジアの仏教美術』監訳, 山田満里子訳 明石書店 1999
- ロビン・コーエン『グローバル・ディアスポラ』監訳, 角谷多佳子訳 明石書店(明石ライブラリー) 2001

## 論文
- <駒井洋